# Connor McDavid
Connor McDavid (n. 13 ianuarie 1997, Richmond Hill⁠(d), Ontario, Canada) este un jucător profesionist de hochei pe gheață care joacă în NHL din 2015. A debutat pentru Edmonton Oilers și a devenit ulterior căpitanul acestei echipe. McDavid a fost cel mai bun marcator al ligii în sezonul regulat din 2017 și 2018, dar și MVP-ul sezonului regulat 2016-17 din aceeași competiție.